# 卡布雷
11°8′48″N 69°36′46″W / 11.14667°N 69.61278°W

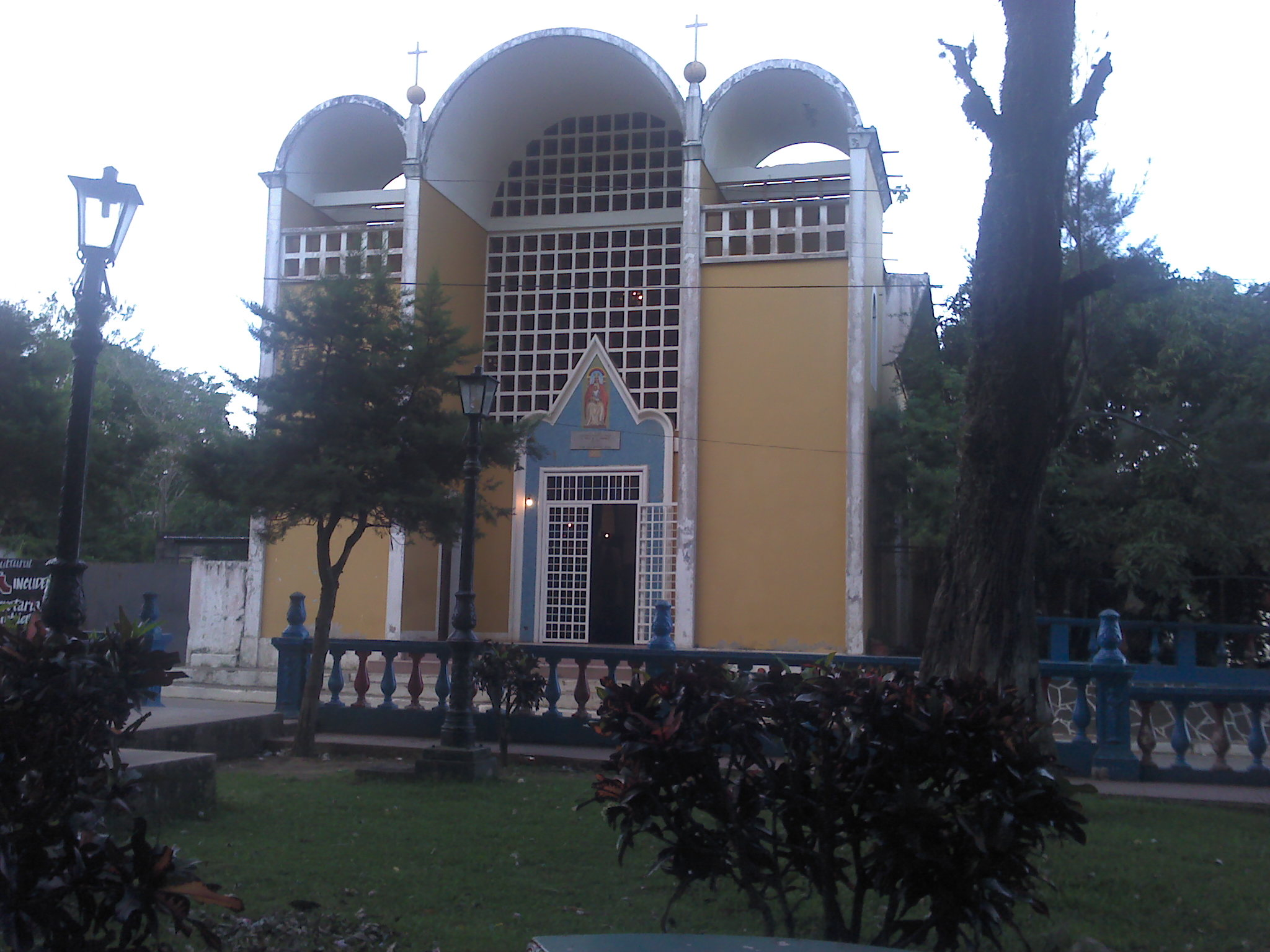

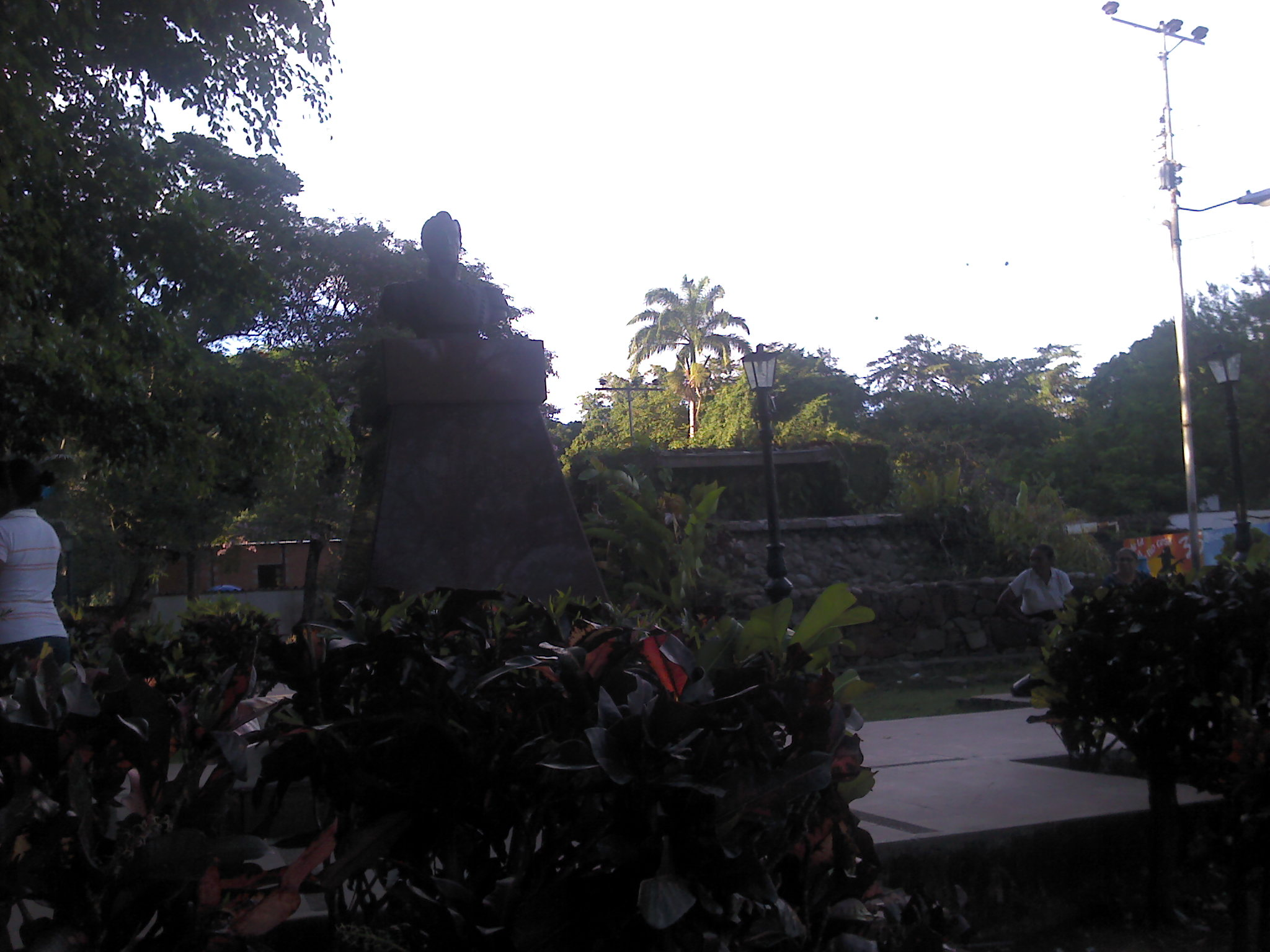

卡布雷（西班牙語：Cabure），是委內瑞拉的城鎮，位於該國西北部法爾孔州，是佩蒂特市的首府，處於聖安娜德科羅以南80公里，海拔高度640米，2000年人口2,406。